# Klaus Grözinger
Klaus Grözinger (* 18. Februar 1923 in Friemersheim am Niederrhein; † 20. Juli 2011 in Braunschweig) war ein deutscher Plakat-Künstler und Hochschullehrer. Von 1963 bis 1988 war er Professor für Gebrauchsgrafik an der Hochschule für Bildende Künste Braunschweig.

## Leben
Grözinger gehörte zu den Gründern der Hochschule für Bildende Künste Braunschweig. Er war maßgeblich beteiligt an der Umwandlung der damaligen Werkkunstschule Braunschweig in die heutige Hochschule.
Grözinger absolvierte eine Schriftlithografenlehre. Er war Soldat im Zweiten Weltkrieg. 1950 schloss er ein Studium der Gebrauchsgrafik an der Staatlichen Akademie der Bildenden Künste Stuttgart bei Ernst Schneidler und Walter Brudi ab. Bis 1953 arbeitete er als Grafiker im Stuttgarter Atelier Bentele. Anschließend wurde Grözinger fester Mitarbeiter beim Atelier S+H Lämmle am selben Ort. Im Februar 1955 gründete er sein eigenes grafisches Atelier in Stuttgart. Im November desselben Jahres übernahm Klaus Grözinger die Nachfolge von Hermann Eidenbenz als Leiter der Abteilung für Gebrauchsgrafik – eine Lehrtätigkeit an der Werkkunstschule Braunschweig. Im April 1956 wurde er Studienrat. Am 1. März 1963, im Gründungsjahr, wurde Grözinger Professor für Gebrauchsgrafik an der Hochschule für Bildende Künste Braunschweig. In den Jahren 1987/88 nahm Grözinger ein Forschungsfreisemester. Er richtete die Arbeitsstelle Plakatdesign ein und betreute studentische Projekte in Zusammenarbeit mit dem Braunschweigischen Landesmuseum. Im April 1988 ging Professor Grözinger nach 25 Jahren in den Ruhestand. Er verstarb 2011 in Braunschweig.

## Werk
In den 1990er Jahren begann er mit der Aufarbeitung seines Werkes, inklusive seiner umfangreichen grafischen Sammlung. Für die Hochschule führte er weiterhin beratende Arbeiten und Auftragsarbeiten durch und erhält 1990 den Lehrauftrag für Grafisches Gestalten und Schrift: Zeichen und Systeme. Grözinger suchte nach künstlerischen Ausdrucksformen unter Berücksichtigung der technischen Realisierbarkeit.
Neben der Suche nach künstlerischen Ausdrucksformen hatte Klaus Grözinger auch die technische Realisierung im Blickfeld. Dabei halfen ihm gute Kontakte zur grafischen Industrie.  Diese Kontakte kamen immer wieder auch seinen Studenten zugute, die Praktikumsplätze in renommierten Designagenturen bekamen oder beispielsweise mit Druckereien und Schriftgießereien zusammenarbeiten konnten. Grözinger machte sich in Braunschweig mit Plakatgestaltungen für die Braunschweiger Museen einen Namen. Zwischen 1988 und 1995 organisierte er die Vortragsreihe Internationale Designer kommen zu Wort – häufig in Verbindung mit Plakatforschung: Heinz-Jürgen Kristahn (1988), Hans Hillmann (1991), Günther Kieser (1991), Volker Pfüller (1993), Holger Matthies (1993), Uwe Loesch (1993), Klaus Schmidt (1994) und Siegfried Maser (1995). 1992 und 1995 war er wissenschaftlicher Berater der Niedersächsischen Landesregierung zur visuellen Kommunikation der Entwicklung des Niedersachsen-Stils und arbeitete als Juror bei Plakatwettbewerben der Landesregierung. 1991 Mitarbeit in der Struktur- und Berufungskommission des Senators für Wissenschaft und Forschung Berlin der Kunsthochschule Berlin-Weißensee.

## Ostkontakte
In den Jahren 1989–92 kontaktierte er Gestaltungsschulen in der ehemaligen DDR und hielt Vorträge zu Grafikdesign und Recht und Plakatforschung unter anderem in Magdeburg, Halle und Leipzig. Ab 1990 organisiert er Vortragsveranstaltungen von und mit Gestaltern aus der ehemaligen DDR: Gerhard Voigt (Halle), Jochen Fiedler (Halle/Leipzig), Norbert du Vinage (Dresden). In Verbindung mit dem Referat für Öffentlichkeit der Hochschule für Bildende Künste Braunschweig und dem Bund Deutscher Grafik-Designer Gruppe Niedersachsen den Kongress Grafik-Design: Zukunft in Wirtschaft und Kultur unter der Schirmherrschaft des damaligen Bundesministers für Wirtschaft, Helmut Haussmann. Zeitgleich sorgte er dafür, dass während dieses Ost-West-Kongresses in der Hochschulgalerie die Ausstellung P40, Plakate aus der DDR in Verbindung mit dem Niedersächsischen Ministerium für Bundes- und Europaangelegenheiten gezeigt wurde.

## Plakatausstellungen (Auswahl)
- 1987 Braunschweigisches Landesmuseum Braunschweig
- 1988 Internationaler Arbeitskreis Sonnenberg
- 1988 Hannover Congress Centrum (zur Woche der Druckindustrie), Hannover
- 1988 Harrogate International Poster Show, GB
- 1989 University of St. Paul, Minnesota, USA
- 1990 Designausstellung im Niedersächsischen Landtag, Hannover

## Werke
- Gestaltung von Plakaten. Stiebner Verlag, Grünwald 2000, ISBN 3-8307-1262-6.
- Pressealbum Grafik-Design 1953–1987: Geschichte des Grafik-Designs an der Hochschule für Bildende Künste Braunschweig im Spiegel der Tagespresse. Hochschule für Bildende Künste, Braunschweig 1988, ISBN 3-88895-023-6.